# Mushroom's Patience
Mushroom's Patience sono stati un gruppo musicale formatosi a Roma nella seconda metà degli anni ottanta.

## Storia del gruppo
Fondato nel 1985 dal musicista, fotografo e pittore Dither Craf, i Mushroom's Patience hanno prodotto dieci album in studio e un numero consistente di autoproduzioni discografiche e di collaborazioni.
La prima esibizione di rilievo della band si è svolta nell'ambito del Festival Arezzo Wave del 1989 ed ha segnato l'inizio di un concreto progetto che ha direzionato il gruppo verso la musica d'avanguardia. La loro musica si fonde tra diversi generi quali folk, ambient, industrial, musica minimalista, musica atonale, krautrock, acid jazz e noise.
Dither Craf ha realizzato diversi progetti musicali caratterizzati dalla multimedialità, ovvero la integrazione di immagini, installazioni e mimica alla musica suonata dal vivo grazie al supporto visivo del mimo Gervy Costa nel ruolo di traduttore visivo della band.
L'opera di Dither Craf gode di una popolarità underground grazie anche a collaborazioni avute con altri artisti europei. 
I Nový Svět, capitanati da Jürgen Weber, hanno contribuito molto nel rendere buona la visibilità internazionale dei suoi progetti artistici.
Dither Craf ha curato la produzione dei due primi album degli Spiritual Front.
Nel 2008 i Mushroom's Patience sono tornati a suonare per tre concerti reunion con l'originale lineup: Dither Craf, Roberto Fiorucci e Stefano Buonamico, con Giulio Pierucci e Roberto Sciacca.
Nel 2012 iniziano una nuova produzione di brani completata e missata nel gennaio del 2014 che vede ospiti Stephen Mallinder dei Cabaret Voltaire, Chris Connelly (Ministry-Revolting Cocks), Geneviéve Pasquier Thorofon, Mathias Kom The Burning Hell e molti altri.
Nell'autunno del 2014 muore il mimo, attore, scrittore Gervy Costa, elemento presente sin dagli esordi della band.
Nel 2016 uscirà l'ultimo album della band, (undicesimo) come è stato comunicato in una news apparsa sul loro sito ufficiale; in più, come da comunicato, il gruppo ritiene di non voler più continuare l'attività musicale dopo scomparsa di Gervy Costa.
I loro ultimi concerti del 2015 si sono tenuti in alcune città europee, gli ultimi due uno a Lipsia al Wave Gothic Treffen e l'ultimo, nel mese di novembre, a Breslavia in Polonia in occasione del Wrocław Industrial Festival edizione XIV.
In futuro, grazie al nutrito archivio di brani realizzati e mai pubblicati verranno realizzate delle pubblicazioni postume dal nome "Canzoni postume Vol.1 etc"
Dither Craf ha iniziato un nuovo progetto musicale chiamato Microloop.
Nel dicembre 2017, i Mushroom's Patience ritornano in attività e pubblicano in digitale il mini album "Prodromus".
Nel 2019 esce "Antimoderno" solo su piattaforma digitale.
Nel 2025, come annunciato sulla loro pagina Facebook, uscirà il nuovo album "La Nueva Normalidad" Vol.1 che vedrà il ritorno del cantante austriaco J. Weber dei Novy Svet e Jota Solo. Nel Vol. 2 (ultimo album della band) saranno presenti il bassista e membro fondatore Luca Raffaelli, e Stefano Buonamico, chitarrista solista e membro fondatore.

## Formazione
1985-1988
- Dither Craf (voce, chitarre, basso, tastiere)
- Stefano Buonamico (chitarra solista, cori)
- Mario Galeano (chitarra solista)
- Luca Raffaelli (basso)
- Roberto De Falco (batteria)
- Roberto Sciacca (batteria)
- Franco Salvatori (batteria)
- Gervy Costa (mimica)

1988-1994
- Dither Craf (voce, chitarre, basso, programming, tastiere)
- Stefano Buonamico (chitarra solista, cori)
- Roberto Fiorucci (basso, Stick, cori)
- Roberto De Falco (batteria)
- Rinaldo Gentile (tromba)
- Gervy Costa (mimica)

1994-2001
- Dither Craf (voce, chitarre, basso, programming, tastiere)
- Gervy Costa (mimica)

2001-2007
- Dither Craf (voce, chitarre, basso, programming, tastiere)
- J. Weber - Novy Svet (voce, testi e tastiere)
- Claudio Giammarini (Kaoss Pad, tastiere)
- Dbpit (tromba)
- Gervy Costa (mimica)

2008-2010 (Psychedelic Reunion)
- Dither Craf (voce, chitarre, basso, tastiere)
- Stefano Buonamico (chitarra solista, cori)
- Roberto Fiorucci (basso, Stick, cori)
- Giulio Pierucci (tastiere)
- Roberto Sciacca (batteria)
- Gervy Costa (mimica)

2007-2012
- Dither Craf (voce, chitarre, basso, programming, tastiere)
- Gervy Costa (mimica)

2012-2015
- Dither Craf (voce, chitarre, basso, programming, tastiere)
- Vinz Acquarian (voce, moog)
- Echo Eerie (voce)
- Léo Maury (Mandolino)
- Gervy Costa (mimica) fino al 2014

### 2017 - 2025
- Dither Craf (voce, chitarre, basso, programming, tastiere)
- Stefano Buonamico (chitarra solista, cori)
- Roberto Fiorucci (basso, Stick, cori)
- Roberto De Falco (Batteria)
- J. Weber (voce, Synth)
- Léo Maury (Mandolino)
- Vinz Acquarian (Voce, moog)
- Luca Raffaelli (Basso)

## Discografia
Cassettes
- 1987 Lost Generation

Compilations
- 1989 Arezzo Wave 1989 12"
- 2006 Split with Outofsight CD

Singles and EPs
- 2002 Mussel Jam 7"
- 2002 Eaten Alive 10"
- 2004 Solo Tracks 7"

Albums
- 1991 Dicer's Oath 12"
- 2001 Roma, Wien. CD/12"
- 2004 L'ultimo bagno del Primate 12"
- 2004 The Spirit Of The Mountain CD
- 2004 From The Mountain 12"
- 2005 Water CD
- 2012 Wien, Breslau, Berlin CD
- 2012 The Strange Side Of Mushroom's Patience CD
- 2013 Road To Nowhere CD
- 2014 Jellyfish CD
- 2017 Prodromus DIGITAL
- 2019 Antimoderno DIGITAL

Cdr
- 1990 Live at the Piper Club Rome
- 1998 L'ultimo bagno del Primate
- 2004 Rarities - A Ridiculous Lament
- 2004 Not for Sale
- 2006 Live At The Slimelight London 29.Oct. 2005
- 2006 Live At The Linux Club Rome 12 Oct. 2005 - (Kino Room Tour)
- 2006 Eh?
- 2007 Oh?

Reissue
- 2011 Dicer's Oath/Eve CD
- 2023 Water 2XLP

Free Download
- 2011 Weird Monsters (Download)